# Jan Miserre
Jan Miserre (* 1981 in Erlangen) ist ein deutscher Jazzmusiker (Piano, Komposition), der (häufiger gemeinsam mit John Gürtler) auch als Filmkomponist tätig ist.

## Leben und Wirken
Miserre wuchs in Erlangen als Sohn eines Saxophonspielers auf und lernte schon früh Musik von Debussy und Coltrane kennen. Mit vier Jahren begann er, Klavier zu lernen, sowie Schlagzeug mit zwölf. Er trat früh als Interpret Neuer Musik auf. Seine Improvisationsfertigkeit entwickelte er als Mitglied mehrerer Bands. An der Universität der Künste Berlin studierte er Jazzpiano.
Als Sideman von Popgrößen wie Sarah Connor, Charley Ann, Moby oder The Baseballs tourte Miserre weltweit und arbeitete als Studiomusiker. Im Jazzbereich gehört er seit 15 Jahren zur Band von Torsten Goods, in den letzten Jahren zudem zu den Gruppen von Nils Wülker und Till Brönner. Er arbeitete weiterhin mit Rainer Glas. In den letzten Jahren komponierte er zunehmend für Spielfilme wie Die Adern der Welt oder A Pure Place.

## Preise und Auszeichnungen
2013 gewann Miserre (gemeinsam mit Torsten Goods) den Deutschen Musikautorenpreis in der Nachwuchs-Kategorie, außerdem den Zweiten Preis beim Instant Composing Contest des Filmfestivals Transatlantyk. 2015 erhielt er mit John Gürtler und Lars Voges für die Musik zu Above and Below beim Internationalen Dokumentarfilmfestival München den Deutschen Dokumentarfilm-Musikpreis. 2021 wurde er mit Gürtler mit dem Preis der deutschen Filmkritik für A Pure Place für die „Beste Musik“ ausgezeichnet.

## Filmografie (Auswahl)
- 2009: Liebling, lass die Hühner frei
- 2011: Meanwhile in Mamelodi (Dokumentarfilm)
- 2014: Zerrumpelt Herz
- 2015: Fußball – Ein Leben: Franz Beckenbauer (Dokumentarfilm)
- 2015: Wintergast
- 2015: Verfehlung
- 2016: Haus ohne Dach
- 2019: Charité (Fernsehserie, 6 Folgen)
- 2019: Space Dogs (Dokumentarfilm)
- 2020: Die Adern der Welt
- 2021: A Pure Place
- 2022: Für Jojo (Spielfilm, Netflix)
- 2022: Tatort: Leben Tod Ekstase
- 2023: Leere Netze
- 2024: The Outrun
- 2025: Sie glauben an Engel, Herr Drowak?
- 2025: White Snail

## Webpräsenz
- Filmmusik für Überlebenskünstler: Jan Miserre in Erlangen
- Jan Miserre bei IMDb
- Jan Miserre bei Discogs